# 宮田飛鳥
宮田飛鳥（日语：／ Miyata Asuka，1998年10月15日—），日本前年少偶像、前寫真偶像。於東京都出身。所屬事務所為超越4871（アウトラン4871）。

## 生平
宮田飛鳥在2010年開始寫真活動，她在6月時參與了攝影會。2011年7月29日，她推出寫真DVD《七色蠟筆》（七色クレヨン），在這部作品中以身穿泳衣、校服、女仆装等衣物的姿態登場。
2012年3月16日，宮田的寫真DVD《飛鳥之地》（あすかランド）公開，另一位年少偶像在當中也有登場。7月3日，她在海王社出版的寫真雑誌《Chu→Boh》第50卷中登場。20日，她跟水野舞、佐佐木美優等偶像一起共演的電影《青春狂想曲 ～心跳不已Water Girl》（青春ラプソディ～ときめきウォーターガールズ）開售，她在電影中飾演岡照美。9月28日，宮田的寫真DVD《飛鳥拿鐵》（飛鳥ラテ）公開，這部作品運用到了平衡球去輔助拍攝。10月1日，她推出在泰國拍攝的寫真DVD《啊！飛鳥大人》（ああっ飛鳥さまっ），並在6天後出席於秋葉原舉辦的發售紀念會。11月2日，她公開寫真DVD《我的飛烏醬》（ボクの飛鳥ちゃん），這部作品以她的角色扮演场景為中心。
2013年2月20日，宮田的寫真DVD《飛鳥的絲帶》（あすかのリボン）開售，她在這部作品不斷身穿各種帶有丝带的衣服。

## 人物
宮田飛鳥喜歡或擅長吹小號、做料理和手工藝品。她在2011年表示自己喜歡觀賞動畫《科學超電磁砲》，並認為自己最擅長的科目是家政和音樂科。

## 外部連結
- Ameba Blog （页面存档备份，存于）
- 官方介紹的存檔